# Кабанов, Николай Михайлович
Никола́й Миха́йлович Каба́нов (1877—1942) — русский художник, работал в бытовом жанре.

## Биография
Родился 31 октября 1877 года.
Первоначально обучался в Московском училище живописи, ваяния и зодчества (с 1891 года). Ученик Императорской Академии художеств с 1900 по 1903 годы (у В. Е. Маковского).
31 октября 1903 года получил звание художника за картину «Стучит».
Участник выставок с 1894 года, в том числе ТПХВ.
На основе картин Кабанова были созданы открытки Почты СССР.
Умер в марте 1942 года в поселке Шереметьевский Московской области.

## Труды
Работы Кабанова имеются в Костромском государственном художественном музее.